# Station Crépy-Couvron
Station Crépy-Couvron is een spoorwegstation in de Franse gemeente Crépy.